# Svrbice
Svrbice es un municipio del distrito de Topoľčany en la región de Nitra, Eslovaquia, con una población estimada a final del año 2024 de 194 habitantes.
Se encuentra ubicado al norte de la región, cerca del río Nitra (cuenca hidrográfica del Danubio) y de la frontera con las regiones de Trnava y Trenčín.

## Demografía
| Año        | 1994 | 2004     | 2014    | 2024    |
| ---------- | ---- | -------- | ------- | ------- |
| Población  | 232  | 208      | 199     | 194     |
| Diferencia |      | −10,34 % | −4,32 % | −2,51 % |

| Año        | 2023 | 2024    |
| ---------- | ---- | ------- |
| Población  | 192  | 194     |
| Diferencia |      | +1,04 % |